# Englerodendron usambarense
Englerodendron usambarense är en ärtväxtart som beskrevs av Hermann August Theodor Harms. Englerodendron usambarense ingår i släktet Englerodendron och familjen ärtväxter. Inga underarter finns listade i Catalogue of Life.